# Budynek Kasy Pożyczkowej Przemysłowców Radomskich w Radomiu
Budynek Kasy Pożyczkowej Przemysłowców Radomskich w Radomiu – zabytkowy budynek znajdujący się w Radomiu, przy ulicy Piłsudskiego 15. Obiekt jest częścią szlaku turystycznego Zabytki Radomia.

## Historia
Kasa Pożyczkowa Przemysłowców Radomskich była założoną 2 lipca 1881 roku instytucją finansową zrzeszającą przemysłowców guberni radomskiej. Główna siedziba Kasy została wzniesiona w 1897 roku na parceli przy ówczesnej ulicy Szerokiej 15 w Radomiu. Autorem projektu neogotyckiego gmachu był budowniczy miejski Radomia August Załuski. Budynek był siedzibą Kasy do 1 stycznia 1922 roku, kiedy to przekształcono ją w Bank Przemysłowców Radomskich S.A. Po likwidacji tej instytucji na początku 1933 roku gmach przy ulicy Piłsudskiego zajmowały kolejno Bank Gospodarstwa Krajowego, Bank Inwestycyjny, Narodowy Bank Polski oraz Powszechny Bank Godpodarczy SA w Łodzi. Od lat 90. XX w. budynek dawnej Kasy zajmuje radomski oddział Banku Pekao.

## Architektura
Jednopiętrowy gmach dawnej Kasy utrzymany jest w stylu neogotyckim. Dziewięcioosiowa fasada wykończona czerwoną, formowaną cegłą posiada dwa skrajne ryzality nakryte trójkątnymi szczytami, ozdobione balkonami i herbami guberni radomskiej. Fasada uzupełniona jest licznymi elementami wykonanymi z piaskowca. Oryginalny wystrój wnętrz zachował się m.in. na klatce schodowej i w sali operacyjnej na I piętrze (m.in. posadzki, sztukaterie, metaloplastyka, oświetlenie, snycerka).

## Galeria

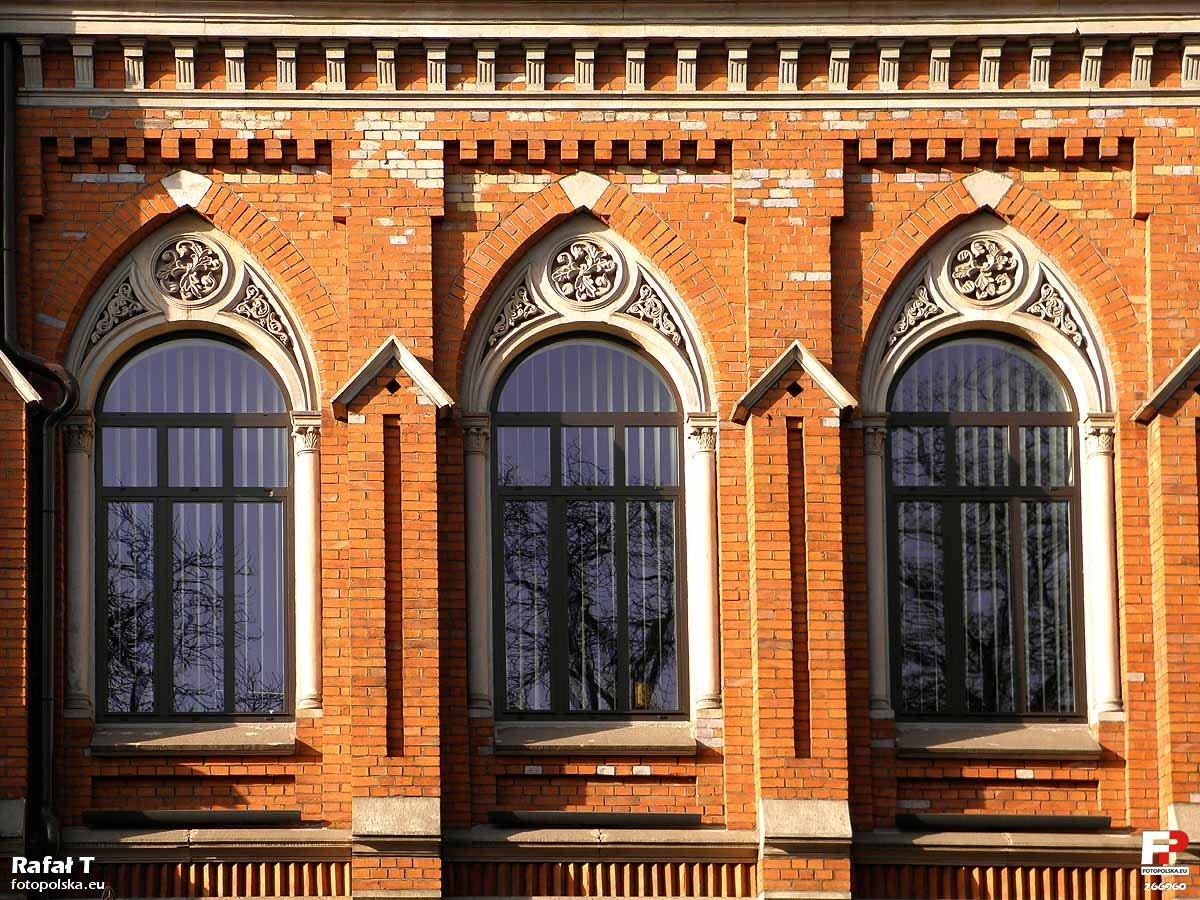
Okna sali operacyjnej na I piętrze.
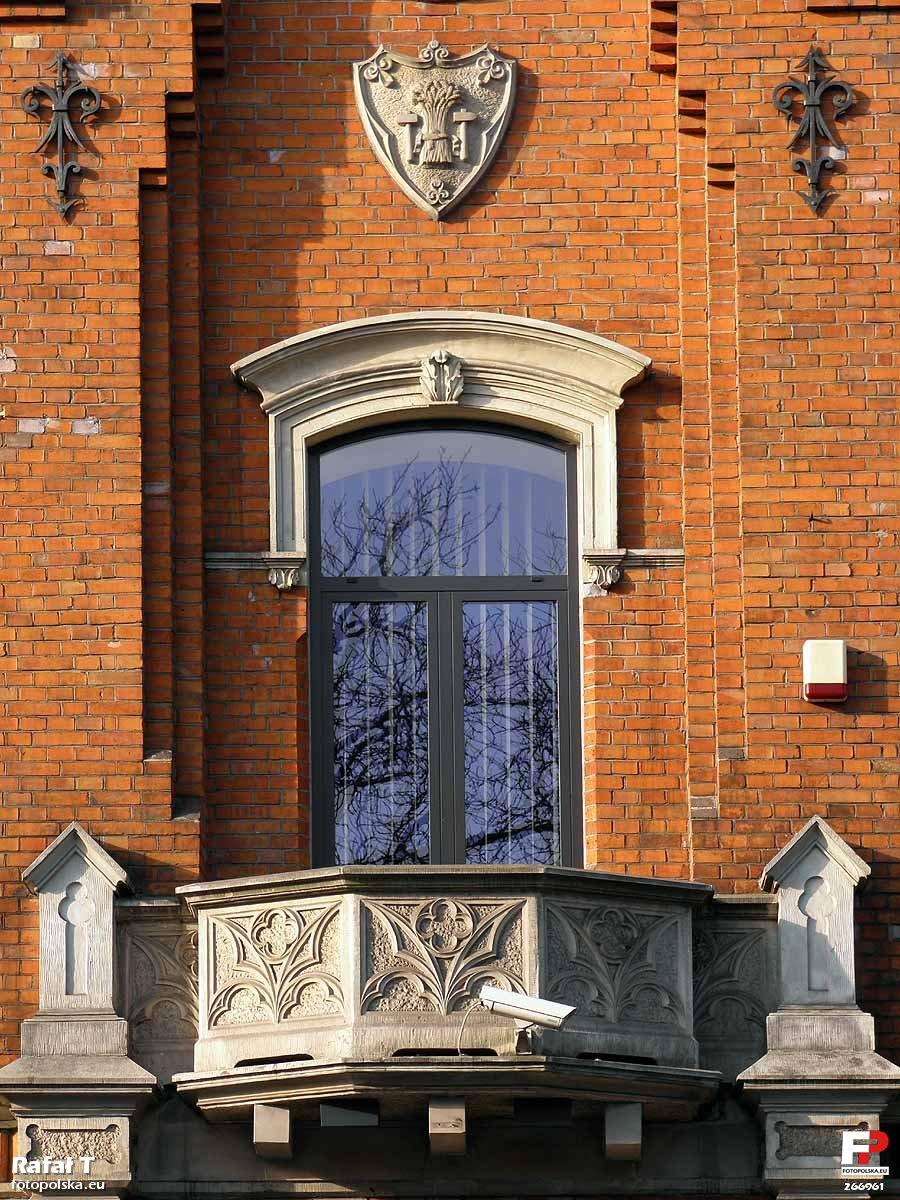
Detale ryzalitu południowego.
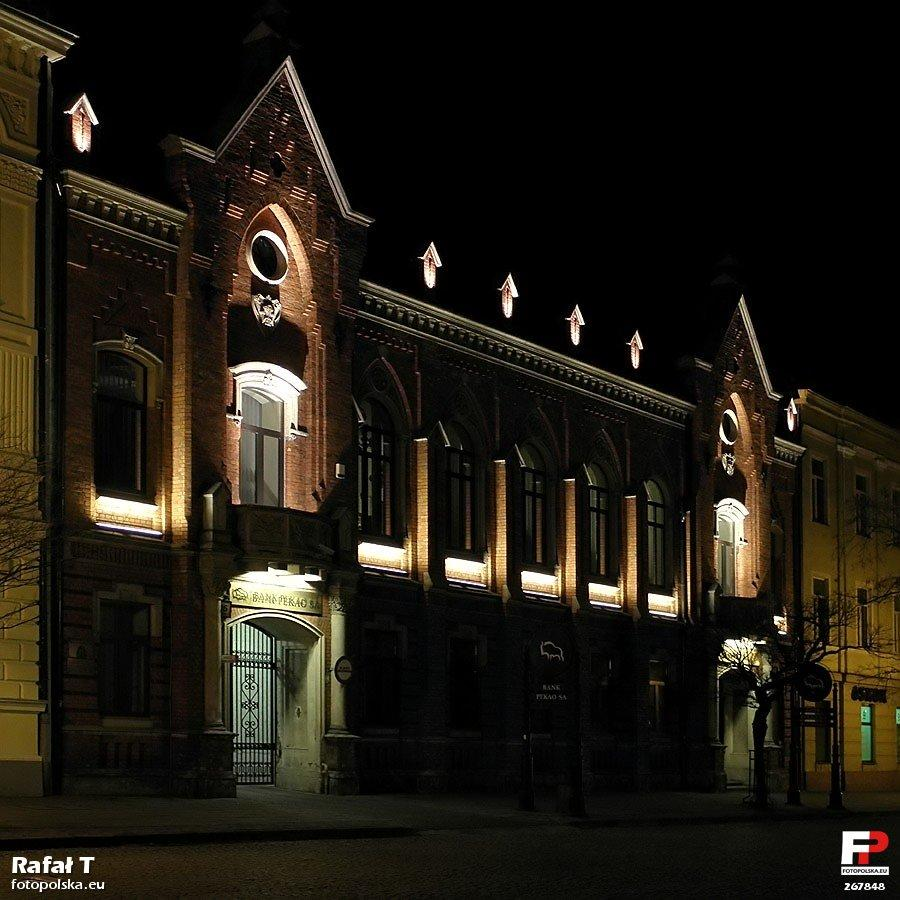
Widok na gmach dawnej Kasy nocą.
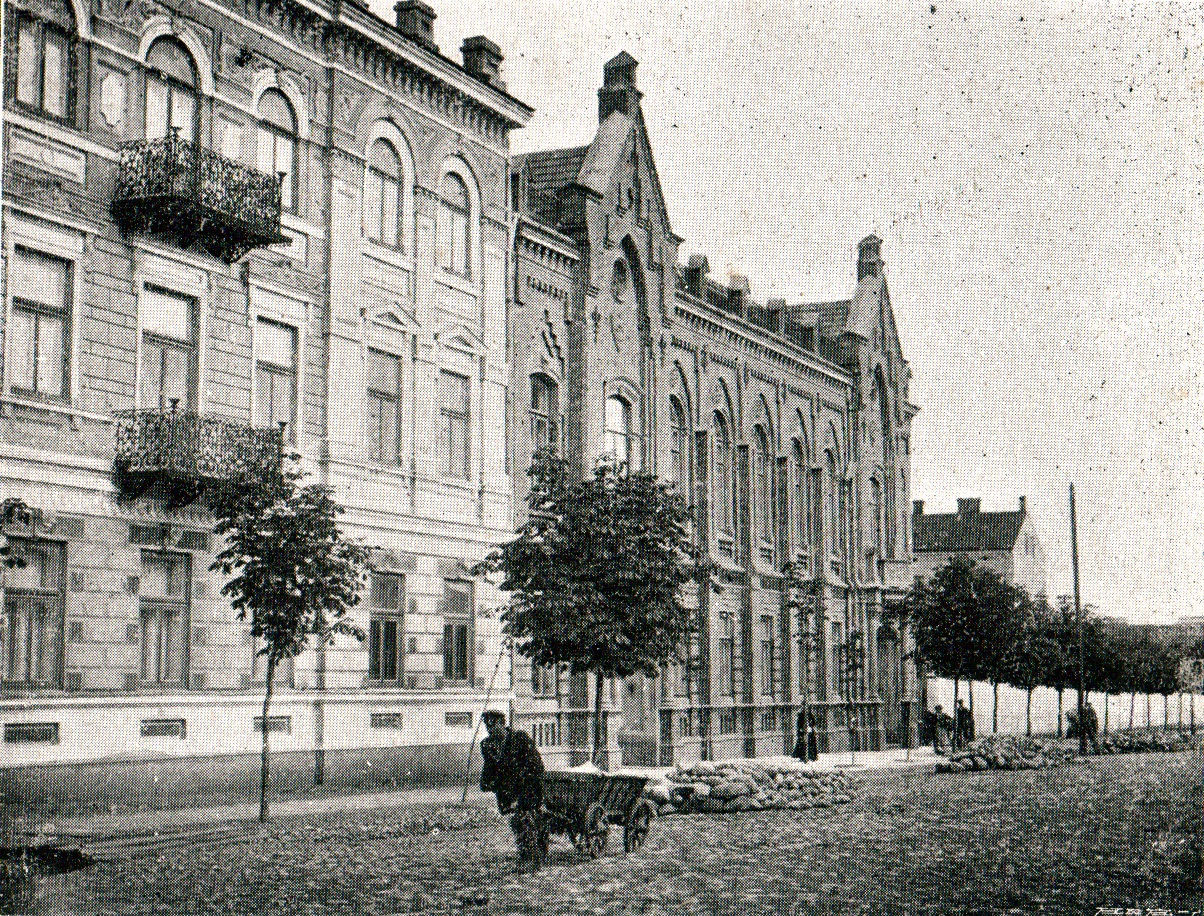
Gmach Kasy w 1899 roku.